# Курс биологии
«Курс биоло́гии» (англ. A.P. Bio) — американский комедийный телесериал, созданный Майком О’Брайеном. Специальный предпоказ сериала состоялся 1 февраля 2018 года, а премьера на NBC запланирована на 1 марта того же года.
8 мая 2018 года сериал был продлён на второй сезон.
25 мая 2019 года NBC закрыл телесериал после двух сезонов,, однако 17 июля объявил о выходе третьего сезона на разрабатываемом стриминговом сервисе NBCU Его премьера состоялась 3 сентября 2020 года. 17 декабря 2020 года стало известно о продление на четвертый сезон. В декабре 2021 года сериал был закрыт после четырех сезонов.

## Сюжет
Когда опальный преподаватель философии в Гарварде Джек Гриффин (Гленн Хоуэртон) теряет работу мечты, он вынужден вернуться в Толидо, штат Огайо, и работать учителем биологии в средней школе. Джек первым делом даёт всем понять, что не собирается учить студентов биологии, но решает вместо этого использовать детей в своих целях. Директор школы Дурбин (Паттон Освальт), стремясь доказать, что он всё ещё главный, пытается взять Джека под контроль.

## В ролях
- Гленн Хоуэртон — Джек Гриффин[10]
- Паттон Освальт — директор Ральф Дурбин[10]
- Лирик Льюис — Стеф[11]
- Мэри Сон — Мэри[12]
- Джин Виллапик — Мишель[13]
- Том Беннет — Майлс Леонард[14]
- Джейкоб Маккарти — Девин[15]
- Апарна Бриел — Шарика Шаркар[16]
- Ник Пейн — Маркус[17]

## Обзор сезонов
| Сезон | Серии | Серии | Даты показа     | Даты показа     | Канал   |
| ----- | ----- | ----- | --------------- | --------------- | ------- |
| 1     | 13    | 13    | 1 февраля 2018  | 1 февраля 2018  | NBC     |
| 2     | 13    | 13    | 7 марта 2019    | 7 марта 2019    | NBC     |
| 3     | 8     | 8     | 3 сентября 2020 | 3 сентября 2020 | Peacock |
| 4     | 8     | 8     | 2 сентября 2021 | 2 сентября 2021 | Peacock |